# Agamemnon Channel
L'Agamemnon Channel est une voie maritime dans la région de la Sunshine Coast en Colombie-Britannique, à l'embouchure du Jervis Inlet entre l'Île Nelson et la péninsule Sechelt.
Elle a été nommée d'après le navire HMS Agamemnon par le capitaine George Henry Richards du HMS Plumper en 1860.